# Georg Franz Müller
Georg Franz Müller (* 4. Oktober 1646 in Ensisheim, Elsass; † 26. Juli 1723 in Rufach,  Elsass) war ein elsässischer Weltreisender. Als einer von wenigen Katholiken war Müller bei der Niederländischen Ostindien-Kompanie als Soldat beschäftigt. Er trat seinen Dienst am 13. Oktober 1669 an und fuhr am 9. Januar 1682 nach Holland zurück, wo er am 24. Oktober 1682 landete.

## Leben

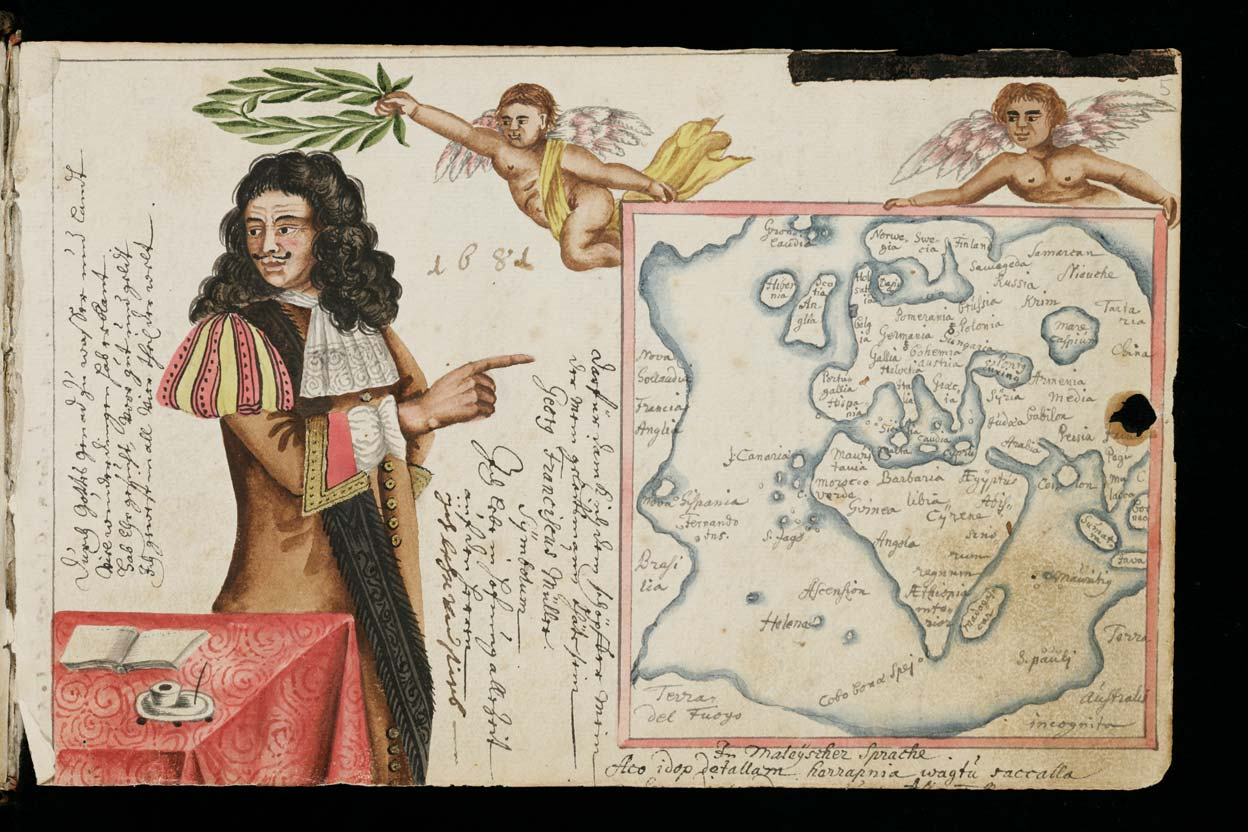
Illustration aus Reise nach Batavia

Nach seiner Lehre als Büchsenmacher verließ der 14-jährige Georg Franciscus Müller im Januar 1661 sein Elternhaus in Rufach. Mit großer Neugier und Wissbegierde zog er von Meister zu Meister, von Ort zu Ort und Land zu Land: von Breisgau, Mainz, Trier und Köln nach Österreich, Ungarn und Italien. Dort erwachte seine Sehnsucht, auch das Meer und weit entfernte Länder kennen zu lernen.
Als er erfuhr, dass die Niederländische Ostindien-Kompanie Söldner für die Kolonien suchte, wanderte er nach Holland und verpflichtete sich dort für mindestens fünf Jahre Dienst.
Voller Begeisterung nutzte der inzwischen 23-Jährige jede freie Minute und jeden Aufenthalt alles Merckwirdige zu erkunden, in Reimen zu beschreiben und in sehr naturalistischen Bildern festzuhalten.
Das setzte er während der 13 Jahre fort, in denen er auf den vielen Inseln des Indonesischen Archipels Dienst tat. Er zeichnete und beschrieb Pflanzen, Tiere und die Menschen der verschiedenen Ethnien, mit denen er in Berührung kam. Zum Beispiel kam Müller auch mit Betelkauen bzw. mit der Sirih-Pinang-Tradition, die in weiten Teilen Südostasien verbreitet war, in Berührung.
Seine Eindrücke verarbeitete er im Wertebild des damaligen Kolonialismus und mit seinem sehr starken christlichen Glauben. Er versuchte aber stets, möglichst neutral und seinem Selbstverständnis treu zu bleiben. Es sei seine Pflicht, alles genau zu beobachten und für die Menschen zu dokumentieren, die nicht das Glück und den Verstand hatten, dieses alles zu sehen und zu erforschen.
Georg Franz Müller hatte sich, trotz seiner geringen Schulbildung, ein für seine Zeit erstaunliches Wissen durch sorgfältiges Beobachten, Fragen und Lesen angeeignet. So entstanden zwei Werke, die sehens- und lesenswert sind. Seine schwer lesbare Handschrift und die vom Kopisten abgeschriebene Handschrift sowie die mitgebrachten Raritäten vermachte er dem Kloster, die Stiftsbibliothek St. Gallen bewahrt sie bis heute auf.

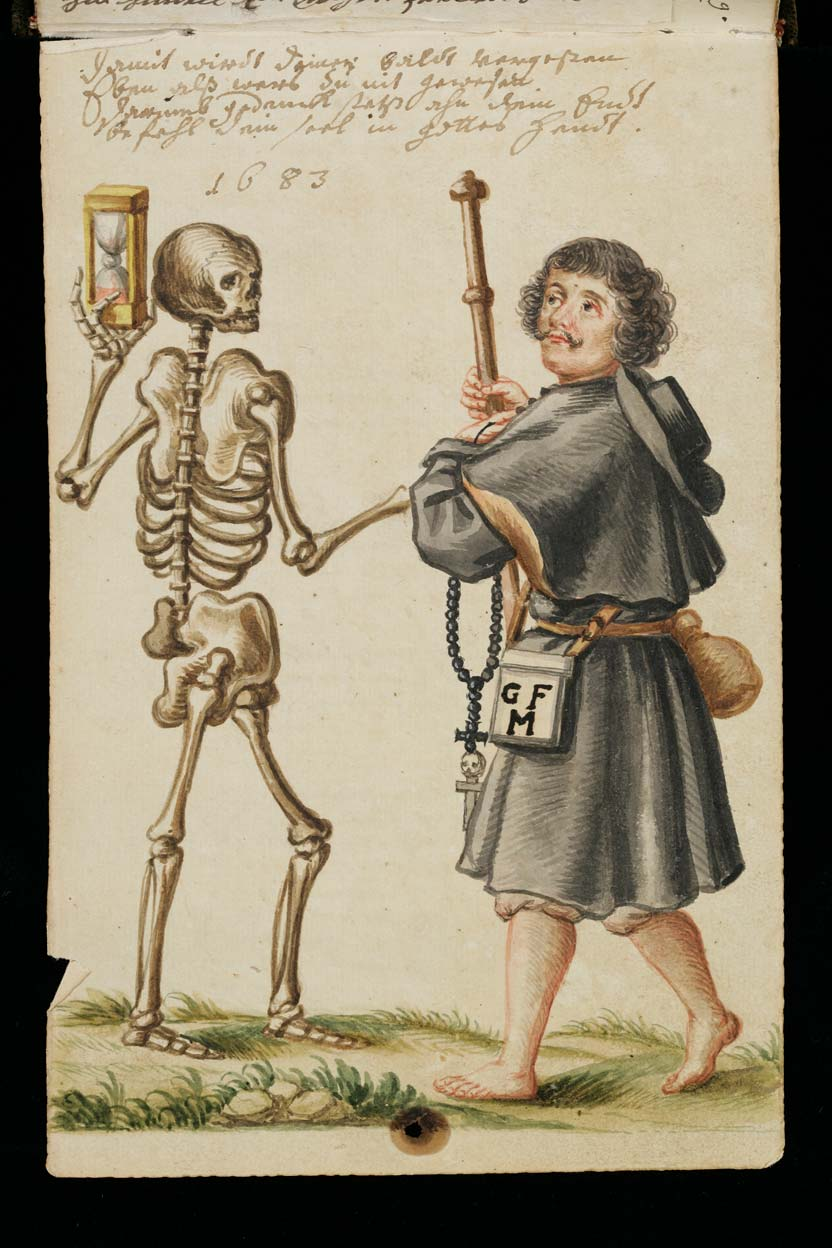
Selbstdarstellung Georg Franz Müller als Pilger und die Darstellung vom Tod als Skelett

Müller war unverheiratet. Seine letzten Jahre verbrachte er als Leibdiener des Abts Kolumban von Andlau in Rorschach. Er starb 1723 in Rufach, wo seine Eltern begraben waren, wie er es sich gewünscht hatte.